# 일경언론상
일경언론상(一耕言論賞)은 국제신보 창립자인 고 일경(一耕) 김형두 선생을 기리고 지방언론의 육성발전을 위해 일경언론문화재단이 1997년부터 매년 지역 언론사의 우수한 기사와 프로그램을 선정해 시상하는 상이다.

## 역대 수상자
| 연도        | 부문   | 수상자 | |
| ----------- | ------ | --- | --- |
| 1997년 1회  | 대상   | 박진동 광주일보사 상임고문 | 46년동안 광주일보사에 근무하며 편집국장과 논설위원,부사장 등을 역임 |
| 1999년 3회  | 대상   | 안형순(安亨淳) 강원도민일보 사장 | 1959년 기자로 출발, 현직인 강원도민일보 사장에 이르기까지 40년을 지방언론에 몸담고 있으며 기자협회 강원도지부장, 한국신문방송편집인협회부회장, 한국신문윤리위원 등으로 활동하면서 한국신문 및 지방언론 발전에 기여 |
| 1999년 3회  | 장려상 | 김오순 제주일보 문화부차장, '제주의 문화유산을 찾아서' 연재                                                                                                 | |
| 2002년 6회  | 대상   | 강원일보 특별취재반(장기영 외 4인) | 금강산댐의 이상징후를 특종보도, 금강산댐의 붕괴위험에 대비해 평화의 댐을 보강하고 2단계 증축을 추진하는 정부차원의 대책을 이끌어냈다 |
| 2002년 6회  | 장려상 | 광주일보 김주정 차장, 지방주권 시리즈 연재 | |
| 2002년 6회  | 공로상 | 안덕환 전 매일신문 전무 | |
| 2004년 8회  | 대상   | 매일신문사 특집기획 '아! 대가야' 취재팀(김인탁·안상호·김병구 기자)                                                                                          | 2003년 7월17일부터 2004년 6월21일까지 약 1년간 연재한 특집기사로서 서기 200년대 후반부터 562년 사이 고령을 본거지로 고구려, 백제, 신라, 왜(倭) 등과 교류하며 경남 서남부(합천·의령·진주·거창·산청·함양·하동)와 호남 동부(남원·장수·진안·곡성·구례·산청·여수·순천) 일대에서 활동한 대가야의 역사와 문화를 조명한 기획물이다. |
| 2004년 8회  | 장려상 | 울산MBC 보도특집 '적조, 황토가 대안인가'(박치현 기자) | |
| 2004년 8회  | 장려상 | 부산일보사 '우리 곁의 빈곤-차상 빈곤계층의 실태와 대안'(팀장 안병길 정치부장,손영신 박세익 최세헌 김마선 방준식 정종회 기자)                                | 우리곁의 빈곤'은 그동안 사각지대에 방치 돼 있던 준빈곤층 문제점을 새로운 공공저널리즘 취재기법으로 조명하고 대안을 제시해 정책대안을 이끌어 내는 한편 보도 이후 사단법인 '부산복지전화네트워크'를 설립,준빈곤 문제 해결에 나섬으로써 언론의 새 지평을 열었다 |
| 2004년 8회  | 특별상 | 춘천MBC 특별기획 'DMZ엔 비상구가 없다' (김동욱· 전영재 기자)                                                                                                | |
| 2005년 9회  | 대상   | 부산일보부산일보 탐사보도팀의 광복 60주년 특집기획시리즈 돌아오지 못한 원혼들-야스쿠니 조선인 합사자 2만명 신원 최초 확인, PSB 창사 10주년 특집 녹스는 바다 | |
| 2005년 9회  | 장려상 | 울산CBS(박준일 장영 기자), '밀양여중생 집단성폭행 사건, 인권은 없다'                                                                                        | 2004년 12월 7일 최초보도를 시작으로 사회적 약자일 수 밖에 없는 집단성폭행 사건 피해자가 가해 학생들의 가족들과 경찰조사 과정, 그리고 언론의 보도행태 등을 통해 받은 인권침해 현실을 낱낱이 보도함으로써 주목을 받았다. 피해자측과의 극적인 인터뷰를 통해 억울했던 피해상황을 단독보도해 경찰조사 과정의 인권문제를 환기시키는 계기를 가져왔으며, 국가인권위원회의 현장조사, 시민·사회단체, 정치권의 지원을 끌어내기도 했다장려상에는 PSB |
| 2005년 9회  | 장려상 | PSB | |
| 2006년 10회 | 대상   | 부산일보 손영신·전창훈 기자의 '이해찬 총리 골프 파문' | 이해찬 총리 골프 파문'보도는 묻힐 뻔했던 이 총리의 부적절한 3·1절 골프 라운딩을 신속·정확하게 취재해 세상에 알려 총리 퇴임이라는 초유의 결과를 이끌어냄으로써 언론 본연의 감시 및 비판 기능에 충실 |
| 2006년 10회 | 장려상 | KNN의 '한반도 환경대재앙 싼샤댐'(진재운 기자) | |
| 2006년 10회 | 장려상 | 국제신문의 '부산 일자리 대해부'(성현철·이노성·권혁범 기자)                                                                                                  | |
| 2008년 12회 | 대상   | 매일신문 '다민족 다문화' 취재팀(박병선 사회1부장, 이채근·최두성·임상준 기자)                                                                                | 2008년 신년호 특별기획으로 1월 1일부터 5월 15일까지 18회에 걸쳐 연재된 데 이어 7월 7일부터 8월 11일까지 2부로 '결혼이주여성-모국을 찾아서'가 보도됐다. 이 시리즈는 외국인 100만명시대에 이민자들의 절규와 그에 따른 장벽 등 문제점을 국내는 물론 외국의 사례를 들어 심층 분석 보도해 다문화 가정의 문제점을 심도 있게 분석하고 전국 및 해외 취재를 통해 한국 다문화 정책의 방향성을 제시하여 공존의 새 역사를 이루는 데 기여했다는 평가 |
| 2008년 12회 | 장려상 | 국제신문의 '부산 대개조-도시국가를 향하여' | |
| 2008년 12회 | 장려상 | 춘천문화방송 특집다큐멘터리 '0.00001'(연출 황병훈, 촬영 문영태)                                                                                             | 제1부 유해, 제2부 훈장 - 6.25전사자 유해 발굴과 훈장 찾기를 면밀히 취재해 사회적으로 큰 반향을 일으키고 바람직한 가치관을 세우는데 기여한 공로 |
| 2009년 13회 | 대상   | 매일신문사 전충진 기자, 탐사보도시리즈 ‘여기는 독도’ | |
| 2009년 13회 | 장려상 | 광주일보, ‘고마워요 당신의 땀방울’(채희종`윤영기`김대성`최경호`이은미`나명주 기자)                                                                          | 외국인 노동자의 애환을 담은 기획시리즈 |
| 2009년 13회 | 장려상 | 춘천MBC 안중근 의사 의거 100주년 특별기획‘안중근, 북위 38도’(황병훈 PD`문영태 촬영)                                                                         | |
| 2009년 13회 | 특별상 | 진주문화방송 창사 40주년 HD특별기획 ‘지리산’(제작 배상효 PD)                                                                                                | |
| 2010년 14회 | 대상   | 한라일보의 '제주를 세계지질공원으로/ 6년의 기록'(강시영·강경민 기자)                                                                                        | |
| 2010년 14회 | 장려상 | 부산일보 성화선·황석하 기자의 '베트남 새댁 살인사건 집중보도'                                                                                               | 20대 베트남 여성이 정신질환을 앓고 있는 40대 한국인 남편과 결혼하고 지난 7월 한국땅을 밟은 지 불과 8일 만에 남편에게 살해된 사건 보도로 시작됐다. 이후 부산일보는 국제결혼중개업체의 무분별한 알선에 주목했고 이를 토대로 국제결혼 전반의 문제점을 지적하는 후속 기사를 집중적으로 보도해 평가를 받았다. |
| 2011년 15회 | 대상   | 광주일보 기획탐사 보도 ‘광주·전남 대해부’(윤현석기자 외) | |
| 2011년 15회 | 장려상 | 울산문화방송 특집 다큐멘터리 ‘태화강, 지난 10년의 기록’(옥민석 차장 외)                                                                                     | 태화강, 지난 10년간의 기록'은 강과 인간의 공존방안은 물론 환경의 가치에 대한 새로운 인식과 바람직한 방향을 제시, 울산MBC는 '대숲 예찬'과 '태화강 120리 기행' 등 10년간 9편의 태화강 관련 다큐멘터리를 방송했다. |
| 2011년 15회 | 장려상 | 제주문화방송 특집 다큐멘터리 ‘불로장생 건강과 아름다움의 약속 5부작’(송창우 부국장)                                                                         | |
| 2011년 15회 | 특별상 | 매일신문 사회1부 이창환·황수영기자, ‘대구 동구·북구 K2 공군기지 소음 피해 배상금 지연 이자 수백억원 변호사 독식’                                            | 대구시 동구 K2 공군기지 소음으로 수십 년간 고통받아 온 기지 인근 주민 2만6천여 명이 소음 피해 배상 소송을 통해 확정된 보상금 799억원 중 변호사가 수임료로 356억원을 챙겼고, 이 중 지연이자만 280억원에 달해 정작 변호사가 더 큰 이익을 봤다는 사실을 파헤친 고발기사 |
| 2012년 16회 | 대상   | MBC경남이 제작한 특집 다큐멘터리 <섬진강>(연출 배상효·촬영 김정근)                                                                                          | 멸종 위기에 놓인 수달을 국내 최초로 주간에 각종 특수촬영 기법을 동원해 섬진강의 사계와 아름다운 자연 생태를 섬세하게 담아냈다 |
| 2012년 16회 | 장려상 | KNN 특별기획 〈위대한 비행〉 | |
| 2012년 16회 | 장려상 | 국제신문 사진부 박수현, 영상 기획 '살아 숨쉬는 부산바다' | 기장~가덕도 200km 해안선을 따라 부산 바닷속 생물종의 다양성과 생태를 아름다운 수중영상과 글로 표현 |
| 2013년 17회 | 대상   | 부산일보 김형, 조영미 기자, '범죄 예방의 새로운 대안-셉테드' 기획 연재가                                                                                    | |
| 2013년 17회 | 장려상 | 매일신문 향토음식산업화 특별취재팀(최재수`김병구`권동순`강병서`엄재진), '향토음식 산업화, 맛 시리즈'                                                        | 2009년 7월 7일 ‘포항물회’ 편을 시작으로 대구경북지역 향토음식 50선과 경북의 전통주 11선을 연재 맛 시리즈를 통해 국내외 전통 향토음식의 산업화 성공 사례를 100여 회 소개하면서 한식 세계화 방안에 대한 다양한 벤치마킹 소재를 제시했으며 FTA 시대 수입산 저가 농산물의 공세에 대응하고, 국내 농`축`수산물의 시장 경쟁력 증진을 위한 향토음식 산업화의 필요성을 강조하기 위해 당시 창사 63주년 기념 기획연재로 출발한 것. 이어 지난해 9월 18일부터 국내는 물론 아시아`태평양 지역의 향토음식을 소개하며 대구경북 향토음식의 산업화와 세계화 방향을 제시하는 기획 연재를 계속 진행 |
| 2013년 17회 | 장려상 | KBS 춘천방송총국 박상용 기자, '동해안권 경제자유구역 업무협약(MOU) 실적 조작'                                                                               | |
| 2013년 17회 | 특별상 | JTV 전주방송 김용섭 기자, '라인강에 핀 꽃' 다큐멘터리 | 이역만리 독일 병원에 취직해 열정적인 삶을 살아온 파독간호사에 대한 내용으로, 전주방송은 파독간호사의 2세,3세들의 가정을 돌아봤다. |
| 2014년 18회 | 대상   | 전주MBC 유룡 기자,, '육식의 반란2-분뇨사슬' | |
| 2014년 18회 | 장려상 | 국제신문(해양수산부 오상준, 사진부 박수현, 서울경제부 정옥재 기자) 기획시리즈 '부산을 극지 연구 허브로'                                                     | 2월 남극 장보고과학기지 준공을 계기로 부산을 극지 연구와 산업의 허브로 육성하기 위해 다양한 관점에서 극지를 알기 쉽게 재조명해 극지체험관·박물관 건립을 부산시 민선 6기 주요 정책과제에 반영시켰다. |
| 2014년 18회 | 장려상 | 한라일보 강시영 부국장, 강경민 차장, 김지은 기자 | '흑룡만리 제주밭담' 기획보도는 가치있는 제주의 농업유산인 제주밭담의 역사와 유형, 훼손실태 등을 집중 조명하며 보존 방안을 다각도로 모색하는 공론의 장을 마련 |
| 2015년 19회 | 대상   | 광주일보 취재팀(윤영기·최현배·김진수·김지영·임수영·김경인 기자)의 ‘아시아 문화원류를 찾아서’                                                                | 광주일보가 2012년 창사 60주년을 기념하고 국립아시아문화전당 개관에 맞춰 아시아 문화의 뿌리를 조명하기 위해 기획, 현재까지 연재하고 있는 대하 기획물이다 4년 동안 우즈베키스탄, 인도, 베트남, 라오스 등 아시아 8개국을 돌며 각국의 신화, 설화, 민담, 전설, 풍속 등을 발굴하는 등 문화원형을 조명했다. 특히 이 시리즈는 아시아 오지를 찾아 각국의 문화와 예술 등을 입체적으로 조명함으로써 각 나라 간 교류와 소통의 지평을 넓혔다는 평가 |
| 2015년 19회 | 장려상 | KNN 제작국 이근호*정한석 PD | 다큐멘터리 <방주의 신, 선왕>을 통해 우리나라 뿐 아니라 극동아시아 지역에서 공통적으로 나타나는 선왕문화에 대한 탐구를 통해 사람과 대자연의 공존을 잘 드러냈다 |
| 2015년 19회 | 장려상 | 전주문화방송 보도특집 ‘육식의 반란3-팝콘치킨의 고백’ | |